# Jüdischer Friedhof Grötzingen

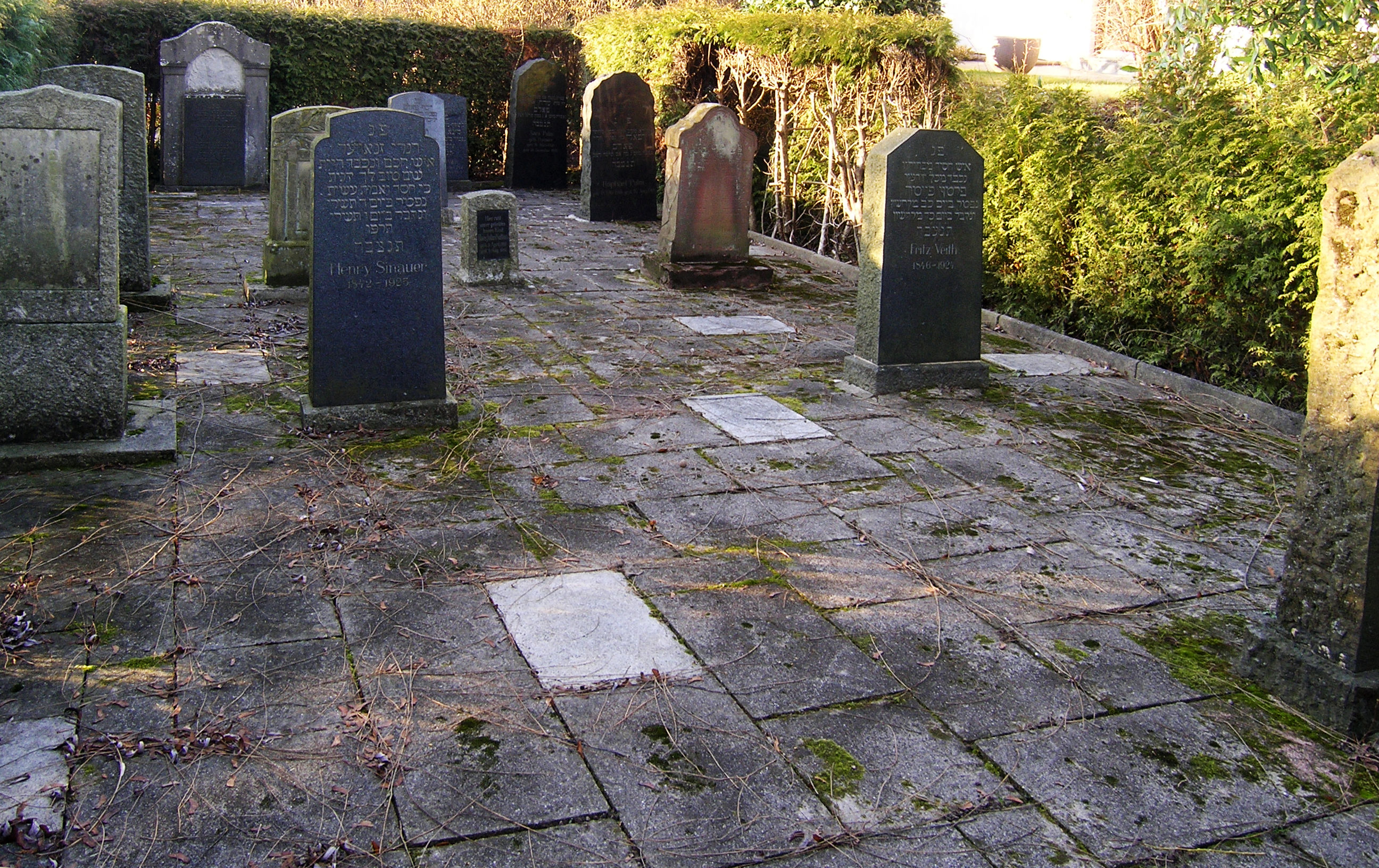
Jüdischer Friedhof in Grötzingen

Der Jüdische Friedhof Grötzingen ist der kleinste jüdische Friedhof in Karlsruhe. Der Friedhof im Karlsruher Stadtteil Grötzingen ist ein geschütztes Kulturdenkmal.
Die Jüdische Gemeinde Grötzingen hatte ihre Toten bis 1900 auf dem jüdischen Friedhof Obergrombach beigesetzt. Der eigene Friedhof der jüdischen Gemeinde Grötzingen entstand vor 1905/06 im Gewann Junghälden an der Werrabronner Straße. Auf diesem Friedhof mit einer Fläche von 1,08 Ar befinden sich 13 Grabsteine, der älteste Grabstein ist von 1905. Der kleine Friedhof ist ganz mit Steinplatten ausgelegt.